# 魑魅星弄蝶
魑魅星弄蝶（学名：Celaenorrhinus chihhsiaoi），又名魑魅黃紋弄蝶，为弄蝶科星弄蝶屬下的一个种。